# Glomdalsbruden
Glomdalsbruden (en noruec La núvia de Glomdal) és una pel·lícula muda noruega del 1926 dirigida per Carl Theodor Dreyer. L'argument està basat en les històries "Glomdalsbruden" i "Eline Vangen" de Jacob Breda Bull.

## Argument
Els amors frustrats de Berit, filla d'un escuder, i Tore, fill de pagesos pobres. La Berit fuig de casa i cau del cavall. En Tore l'acull amb els seus pares i la cuida. Sota la pressió del pare d'en Berit, un rival, Gjermund, posa trampes a en Tore sense èxit. El dia del casament, en Tore gairebé queda atrapat en el corrent d'un riu. Però l'amor triomfarà sobre els seus adversaris...

## Repartiment
- Einar Sissener - Tore Braaten
- Tove Tellback - Berit Glomgaarden
- Stub Wiberg - Ola Glomgaarden
- Harald Stormoen - Jakob Braaten
- Alfhild Stormoen - Kari Braaten, la seva esposa
- Oscar Larsen - Berger Haugsett
- Einar Tveito - Gjermund Haugsett, el seu fill
- Rasmus Rasmussen - el sacerdot
- Sophie Reimers - l'esposa del sacerdot
- Julie Lampe - Vell Guri

## Producció
Fou rodada en un sol dia a Noruega, sense un guió escrit i amb escenes contraposades de la mateixa manera que feia el director estatunidenc D. W. Griffith.